# Buchberg (Tuggen)
Der Buchberg (auch Buechberg) ist ein langgezogener Molassehügel im Kanton Schwyz und liegt zwischen Uznach und Nuolen.

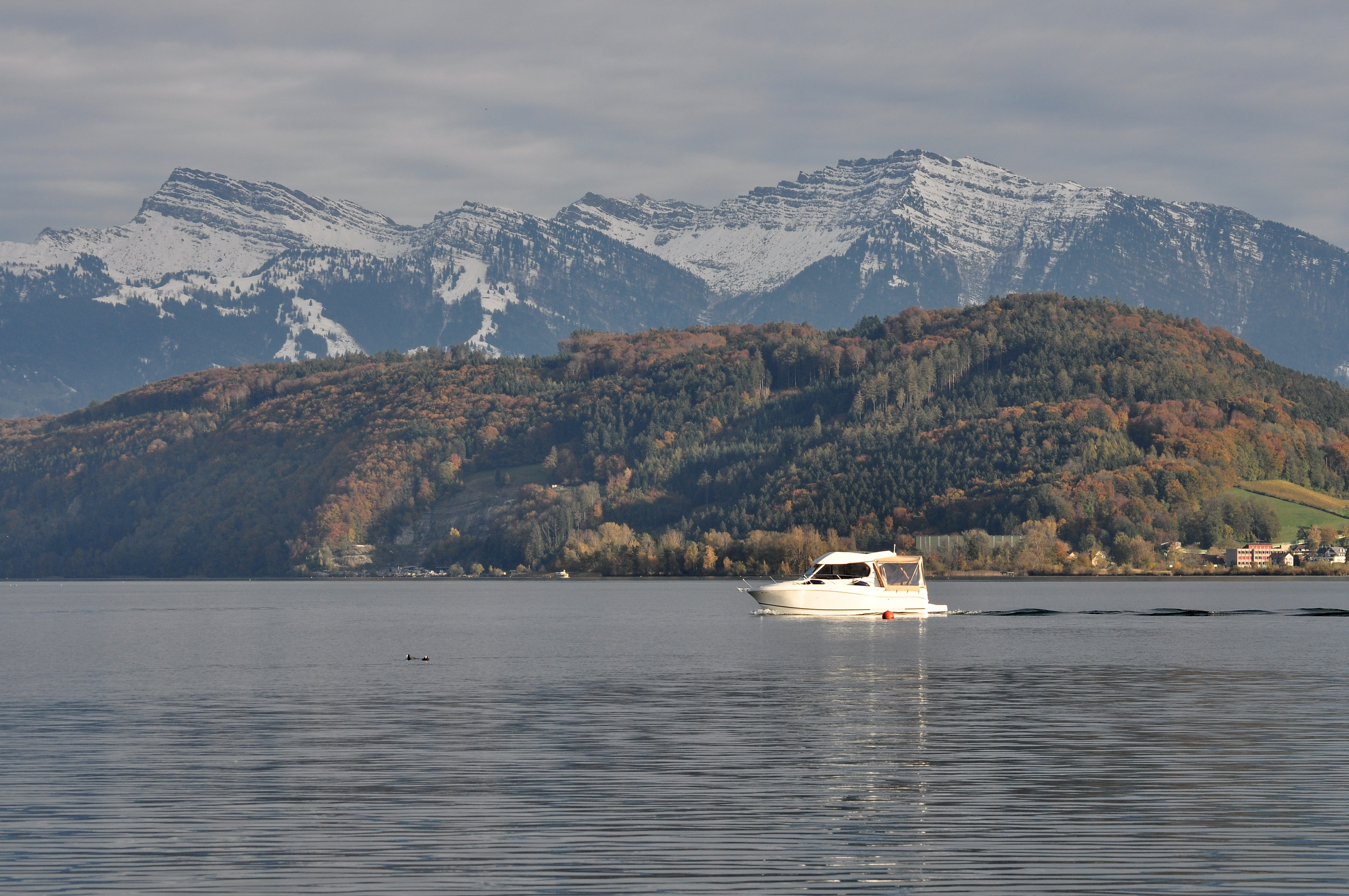
Seeseitige Hänge des Buchbergs mit Speer und Federispitz im Hintergrund

Am nordöstlichen Ende steht das Schloss Grynau. Im Norden wird der Buchberg von der Linth und vom Zürichsee und im Südosten von der Gemeinde Tuggen flankiert. Der höchste Punkt liegt an seinem südwestlichen Ende auf einer Höhe von 631 m ü. M. und erhebt sich damit mehr als 200 Meter über den Zürichsee.
Der Buchberg grenzt an die Linthebene und wird von der 380-kV-Leitung Sils–Fällanden tangiert. Der nordöstliche Teil wird von der Autobahn A53 unterquert. In einem Steinbruch wird Bollinger Sandstein abgebaut.